# Sneum Kirke
Sneum kirke ligger 5,5 meter over havet nær Sneum Å i Sneum Sogn, Skast Herred, Ribe Amt, Esbjerg Kommune og udgør den ene halvdel af tvillingepastoratet Sneum-Tjæreborg Pastorat.

## Kirkens bygningshistorie
Kirkens skib og kor er sandsynligvis opført 1150-1200, da de er bygget i tufsten indført fra Rhin-egnene, hvilket var meget normalt blandt Vestjyllands- og især Sydvestjyllands kirker i denne periode. Kirken havde oprindeligt en buet apsis, men den er allerede nedbrudt i middelalderen, og sokkelstenene kan ses genanvendt i østgavlen. Omkring 1500 opførtes et tårn i tegl i sengotisk stil og et våbenhus foran mændenes indgang mod syd. Tårnet er gentagne gange blevet restaureret bl.a. i 1772, hvor præsten og hans hustrus initialer L.S. – R.S. (for Lauge Sidelmann og Regitse Stokkemark) blev opsat på tårnet sammen med årstallet for restaureringen. Våbenhuset blev revet ned i 1891, hvor syddøren blev tilmuret, og en ny dør blev indsat i tårnets vestside, så tårnrummet kunne bruges som våbenhus.
I begyndelsen af 1300-tallet blev der indbygget krydshvælv i koret, og noget senere fik kirkeskibet også hvælvinger, og triumfbuen til koret blev gjort spidsbuet, så kirken fik en gennemført gotisk stil. Desværre kunne de svage tufstensmure ikke klare presset fra hvælvene, og der måtte bygges stræbepiller på ydersiden af murene. Pillerne blev stående frem til murene blev omsat og rettet op.

## Kirkens inventar
Alterbordet er beklædt med et renæssancepanel fra ca. 1580-90 og en messehagel foræret kirken af Benedicte Øllegaard Rantzau i 1751. Den brugtes til i 1972.
På alteret står to lysestager fra 1752.
Den gamle altertavle fra 1600-tallet forestillende nadverens indstiftelse hænger nu nederst i kirken, medens et krucifiks opsat 1891 pryder alteret.
Prædikestol og lydhimmel er fra 1604 i renæssancestil.
Døbefonten er af granit og udhugget i romansk stil, hvilket tyder på at den sandsynligvis stammer tilbage fra tufstenskirkens opførelse. Dåbsfadet er skænket af Wentzel Galthens frue i 1737.
Dåbskande og kirkebøssen er skænket af pastor Ejlif Krogager i 1946, medens en vinkande, en kalk med disk og oblatæske er skænket af hans frue.
En egetræsfigur fra ca. år 1500 forestillende Madonna med barnet findes også i kirken og stammer sandsynligvis fra et sidealter fra den katolske tid.
Et epitafium over sognepræsten Wentzel Galthen findes på kirkens nordvæg.
Kirkeklokken er fra 1414.

## Præster ved Sneum kirke

### FørReformationen
- Peder Hartson, død 1361
- Esger af Snethum, kannik i Ribe 1389, død 1410.
- Niels af Sneom 1471

### Efter Reformationen
- Knud Hansen underskrev 1584 Christian 4. hyldningsakt.
- Knud Lauridsen Barfod ordineres i 1593 til kapellan. Han døde i 1641.
- Knud Klavsen Barfod, søn af Knud Lauridsen Barfod overtager præstegerningen direkte efter faderen, og dør selv i 1671.
- Søren Olesen Dall, præst fra 28. marts 1671-1684 (døde 21. april 1691).
- Jakob Nielsen Bonnen blev 20. juni 1684 kaldet til Hr. Dalls kapellan og efterfølger. Han dør den 13. marts 1692.
- Kasten Kristoffersen Aal, næstsøskendebarn til den foregående bliver kaldet den 30. april 1692, og drukner den 13. oktober 1704 på en overfart til Sønderho.
- Magister Jakob Hansen 27. oktober 1704 – 24. marts 1707, hvor han kaldtes til Agri og Egense i Århus stift.
- Wentzel Galthen kaldtes til præst den 28. marts 1707, og dør den 10. juli 1736.
- Hans Sidelmann kaldtes til præst den 24. august 1736, og bliver i 1767 kaldet til præst i Kolding, efter også at have været provst i Skads Herred fra 1763.
- Lauge Sidelmann, søn af foregående, kaldtes til præst den 25. december 1767, og resignerede 1805 til fordel for sin søn.
- Hans Sidelmann, søn af foregående blev sognepræst den 13. december 1805, men døde allerede i 1807.
- Lauge Sidelmann, far til foregående tager over ved sønnens død og er atter præst fra 5. februar 1808 til sin død den 23. december 1812. Det er så vidt vides den eneste gang i præstehistorien at faderen efterfølger sønnen.
- Niels Bagger Nissen, præst fra 6. august 1813 til sin død den 30. marts 1830.
- Hans Henrik Matzen, præst fra den 4. juni 1830 til den 22. marts 1836, hvor han kaldtes til Hygum.
- Lars Jakob Nørager Højbjerg, præst fra 1836, hvor han døde dagen efter sin ankomst, den 4, november 1836.
- Johan Peter Koch, præst fra 21. februar 1837 og frem til 14. juli 1850, hvor han kaldtes til Astrup, Rostrup og Storarden i Viborg.
- Jørgen Ploug Sparrewohn blev præst den 18. september 1850 til 1873, hvor han tog sin afsked.
- Markus Anton Siegumfeldt, præst fra den 12. april 1873- 25. juli 1879, hvor han forflyttedes til Hasle i Århus stift.
- Christian August Obelitz, præst fra 25. september 1879 – 1888, hvor han blev kaldet til Varde som sognepræst. I 1886 blev han provst for Skads, samt Østre og vestre Horne herred.
- Niels Sørensen Nielsen, præst fra 28. september 1888, og tog på grund af sygdom sin afsked i 1918.
- E. P. W. K. Selmer, præst fra 21. maj 1919 til 21. april 1924, hvor han blev kaldet til Gudme på Fyn.
- Karl Marius Nielsen, præst fra 1924 til han tog sin afsked i 1935.
- Ejlif Egon Richard Søndergård Krogager, præst fra 1935 – 1972.

## Eksterne kilder og henvisninger
- Sneum Kirke hos KortTilKirken.dk
- Sneum Kirke i bogværket Danmarks Kirker (udg. af Nationalmuseet)

1. ↑  "Risiko for oversvømmelse". DinGeo.
2. ↑  "Efterlønner fra Vestjylland sendte sin drone af sted igen: Det fik han denne flotte og vilde video ud af | jv.dk". jv.dk. 8. februar 2024.